# Кріс Мавінга
Кріс Мавінга (фр. Chris Mavinga, нар. 26 травня 1991, Мо) — французький футболіст конголезького походження, захисник клубу «Рубін».

## Кар'єра

### Клубний
Вихованець футбольних клубів «Парі Сен-Жермен» та «Ліверпуль». У системі підготовки англійського клубу захисник опинився 2009 року. Другу половину сезону 2010/11 виступав в чемпіонаті Бельгії за «Генк». Дебютував у лізі Жюпіле 13 лютого 2011 у матчі проти «Стандарда». 17 травня 2011 року в матчі з тим таки «Стандардом» Мавінга грубо атакував Мехді Карсела-Гонсалеса, вдаривши його прямою ногою в обличчя, що викликало миттєву втрату свідомості у гравця, а також численні осколкові переломи носа, щелепи та втрату п'яти зубів. В підсумку в тому сезоні Мавінга разом з клубом став Чемпіоном Бельгії.
Влітку 2011 року Мавінга підписав контракт з французьким клубом «Ренн». Провів перший матч за «червоно-чорних» 18 серпня 2011 року в Лізі Європи проти «Црвени Зірки». Через 3 дні вперше зіграв за «Ренн» в Лізі 1 в матчі з «Монпельє». Відіграв за команду з Ренна наступні два сезони своєї ігрової кар'єри. Більшість часу, проведеного у складі «Ренна», був основним гравцем захисту команди.
7 серпня 2013 року підписав контракт з казанським «Рубіном», термін контракту розрахований на 4 роки. Перший офіційний матч за «Рубін» зіграв 29 серпня 2013 року в Лізі Європи проти норвезького «Молде». Наразі встиг відіграти за казаньську команду 3 матчі в національному чемпіонаті.

### У збірній
З 2009 по 2010 рік Кріс Мавінга виступав за юнацькі збірну Франції. У складі команди захисник брав участь у юнацькому чемпіонаті Європи 2010 року. На турнірі зіграв 4 матчі і став чемпіоном континенту.
Протягом 2010–2011 років зіграв 4 матчі за збірну Франції віком до 20 років.
5 вересня 2011 року захисник дебютував в молодіжної збірної країни в товариському матчі з однолітками з Португалії. У складі «молодіжки» Мавінга зіграв у 7 матчах відбіркового турніру до чемпіонату Європи — 2013.
8 листопада 2012 року дисциплінарний комітет Федерації футболу Франції позбавив Мавінгу права виступати за всі збірні Франції до 31 грудня 2013 року у зв'язку з порушенням дисципліни під час перебування в молодіжній збірній країни перед відбірковим матчем чемпіонату Європи серед молодіжних команд.

## Статистика виступів

### Статистика клубних виступів
| Сезон   | Клуб        | Чемпіонат    | Чемпіонат | Чемпіонат | Єврокубки | Єврокубки | Єврокубки | Кубок | Кубок | Кубок |
| Сезон   | Клуб        | Ліга         | Ігор      | Голів     | Турнір    | Ігор      | Голів     |       |       |       |
| ------- | ----------- | ------------ | --------- | --------- | --------- | --------- | --------- | ----- | ----- | ----- |
| Сезон   | Клуб        | Ліга         | Ігор      | Голів     | Турнір    | Ігор      | Голів     | Ігор  | Голів |       |
| 2010/11 | «Ліверпуль» | Прем'єр-ліга | 0         | 0         | -         | -         | -         | -     | -     |       |
| 2010/11 | «Генк»      | Ліга Жупіле  | 9         | 0         | -         | -         | -         | -     | -     |       |
| 2011/12 | «Ренн»      | Ліга 1       | 14        | 0         | ЛЄ        | 5         | 0         | -     | -     |       |

## Титули і досягнення
- Чемпіон Бельгії (1):

«Генк»: 2010-11
- Чемпіон Європи серед 19-річних (1):

Франція U-19 : 2010